# Олена Зеленска
Олена Володимировна Зеленска (на украински: Олена Володимирівна Зеленська) е украинска сценаристка и първа дама на Украйна като съпруга на президента Володимир Зеленски. Зеленска е обявена от „Тайм“ за една от 100-те най-влиятелни личности на 2023 г. 

## Биография
Родена е като Олена Володимировна Кияшко (на украински: Олена Володимирівна Кіяшко) на 6 февруари 1978 г. в град Кривой Рог, Украйна. Учи в гимназия № 95 на Кривой Рог, където се запознава с бъдещия си съпруг, Володимир Зеленски. През 2000 г. завършва Техническия университет в Кривой Рог. През 2003 г. се омъжва за Зеленски; двойката има две деца – момиче и момче.
От 2019 г. е първа дама на Украйна.